# 広森なずな
広森 なずな（ひろもり なずな）は、日本の女性声優。主にアダルトゲームに声をあてている。

## 出演
太字はメインキャラクター。

### アダルトゲーム
2005年
- い・き・な・り・許嫁!〜姫様のお輿入れ〜（三井 智歩）[1]
- お姫様は特訓中!!2 受け継がれし性なる魔術（エルファリーナ）[2]
- NYMPHOMANIA（成川 蘭）
- 凌姫II〜妖しく蠢く淫謀の円舞曲〜（シャーリーン）[3]
- 遊具2 〜第二禁書ノ望ムモノ〜（私市 雲雀）[4]
- 痴漢遊戯（みなこ）[5]
- LUST 〜催淫常態〜（都築 千春）[6]

2006年
- ぼくと子宮出し女教師 〜先生の中は精液まみれ〜（双木 絵真）[7]
- メイドさんと大きな剣（環 零那）[8]
- 隷嬢倶楽部 〜堕辱の虜囚達〜（水島 沙由理）[9]
- 籠絡 〜淫戯に堕ちる〜（藤美 玲香）[10]
- 理詠子 〜謀略の連鎖〜（薗田 紀玖那）
- ひとりじめ!〜ママも姉妹もお隣さんも〜（持田 晴枝）[11]
- 炎の孕ませ人生 〜あの頃に戻って孕ませナイト〜（天野まひろ、沢渡 君枝、長瀬 佐百合）[12]
- 偲笛恋華 -しのぶえれんか-（剣持 雅）[13]

2007年
- Sweet Home 〜Hなお姉さんは好きですか?〜（天城 真奈美）
- 魔法戦姫エンジェル☆ナナ（玖堂 アヤメ）[14]
- 炎の孕ませ同級生（瑞乃 真綾、姫川 育代）[15]
- あなたの知らない看護婦 〜性的病棟24時〜（綾沼 ちとせ）[16]
- 姦染2〜淫罪都市〜（神宮寺 摩耶）[17]

2008年
- 戦女神ZERO（メリエル・スイフェ、シュミネリア・テルカ、クルージェ）
- 瞳の烙淫〜淫縛の牝奴隷〜（織原 妙子）[18]
- こなゆき ふるり〜柚子原町カーリング部〜（木之下 朋美）[19]
- OPPAIライフ〜おはようからおやすみまで揉み吸い生活〜（雪代 綾音）[20]

2009年
- Dark Blue（ほのか）[21]
- ぱいタッチ!〜PAI☆TOUCH!〜（武納倉 紗稀[22]、天音 ミユ[23]）

2012年
- 人妻訪問接待（藤原 美沙紀）[24]

### アダルトアニメ
- Sweet Home 〜Hなお姉さんは好きですか?〜（天城 真奈美）[25]